# Hilly Kristal

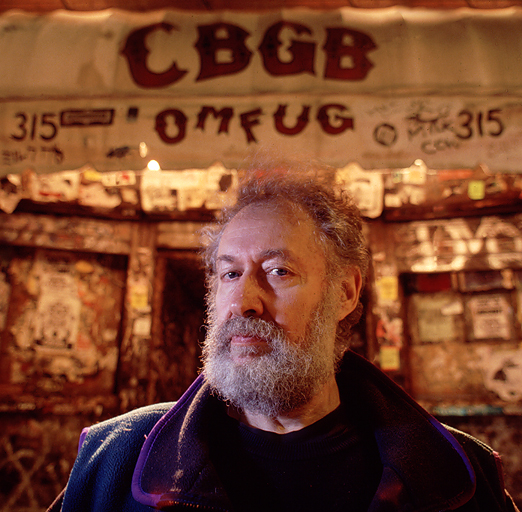
Hilly Kristal (1992)

Hillel „Hilly“ Kristal (* 23. September 1931 in Manhattan, New York City; † 28. August 2007 ebenda) war ein US-amerikanischer Club-Besitzer und Musiker. Ihm gehörte der legendäre New Yorker Club CBGB, der ab 1974 zur Keimzelle des US-Punk und New Wave wurde.

## Leben und Werk
Hillel Kristal – benannt nach dem historischen Rabbiner Hillel – wurde 1931 in Manhattan in der Nachfolge jüdisch-russischer US-Immigranten geboren. Er zog jedoch bereits im Säuglingsalter mit seiner Familie in das zu dieser Zeit ländlich geprägte Hightstown in New Jersey um, auch bekannt als Jersey Homestead, ein jüdisches Siedlungsprojekt. Beginnend mit seiner Einschulung lernte er Violine zu spielen. Schon in jungen Jahren studierte er Musik und besuchte schließlich die Settlement Music School in Philadelphia. Außerdem war er eine Zeit lang bei den Marines, wo er unter anderem als DJ tätig war. Im Alter von achtzehn Jahren zog er nach New York City, wo er in den 1950er- und 1960er-Jahren bei einer Reihe von Bands mitspielte und als Sänger sein Geld verdiente. Unter anderem sind einige Auftritte in der Radio City Music Hall verzeichnet. Später wurde er Manager des legendären Jazz-Clubs Village Vanguard, wo er unter anderem einen Auftritt von Miles Davis organisierte.
1970 eröffnete Kristal in der Straße Bowery in Lower Manhattan eine Bar, die er Hilly’s on the Bowery nannte. 1973 änderte er den Namen um in CBGB & OMFUG, ein Akronym für die Musikstile, die er dort gespielt sehen wollte: „Country, Bluegrass, Blues and Other Music For Uplifting Gormandizers“. Der Club wurde bekannt als Keimzelle des Punk und der New Wave und brachte Künstler wie die Ramones, Talking Heads, Patti Smith, Television und Blondie hervor.
Im Oktober 2006 schloss der Club, nachdem die Miete sehr stark erhöht werden sollte. Hier traten im Lauf der Jahre viele bekannte Musiker auf, und das CBGB blieb bis zu seiner Schließung unter Musikfans aus aller Welt und Touristen sehr populär, obwohl es seine kulturelle Relevanz als Keimzelle innovativer Musik schon Anfang der 1980er-Jahre verloren hatte. Nach der Schließung dachte Kristal eine Zeit lang darüber nach, den Club in Las Vegas wiederzueröffnen.
Kristal starb am 28. August 2007 an Lungenkrebs. Er hinterließ zwei Kinder: Mark Dana Kristal und Lisa Kristal Burgman.